# The Hunger Games: Mockingjay - Part 2
The Hunger Games: Mockingjay - Part 2 is een Amerikaanse sciencefictionfilm uit 2015. De film is gebaseerd op het boek Spotgaai van Suzanne Collins. Het is de vierde en laatste film van De Hongerspelentrilogie.

## Verhaal
Katniss herstelt van de aanval van Peeta, die nog steeds is gehersenspoeld door het Capitool. President Coin van de Rebellen wil de aanval op het Capitool voortzetten zonder Katniss. Oneens met deze beslissing gaat Katniss tegen alle afspraken haar eigen weg om President Snow te kunnen vermoorden. Ze sluit zich aan bij een groep Eliterebellen. Bij dit groepje horen onder meer Gale, Finnick, Cressida en Boggs. Ze worden vooruitgestuurd naar het front, en ze maken nieuwe propagandafilmpjes. Coin grijpt niet in, maar stuurt Peeta mee als versterking naar deze groep. Peeta is nog niet helemaal hersteld en gaat geboeid mee. Nadat Boggs een boobytrap niet heeft overleefd, neemt Katniss de leiding over met als doel Snow uit te schakelen.
Als ze ingesloten zijn in het Capitool en Snow een oproep doet om vluchtelingen een bescherming te bieden in zijn Paleis, gaan Katniss en Gale undercover als vluchteling verder op weg naar Snow. Vlak bij de poort wordt Gale door de soldaten van het Capitool tegengehouden. Katniss gaat verder. Bij de poort ziet ze haar zusje Primrose gewonde burgers verzorgen. Als een vliegtuig pakketjes laat vallen bij de poort, ontploffen de pakketjes waarbij veel mensen overlijden inclusief Primrose. Als Katniss lichtgewond weer wakker wordt van de aanslag komt ze erachter dat Coin hiervoor verantwoordelijk is en dat ook Gale hiervan af wist. Snow is gevangengenomen en zal de volgende dag worden geëxecuteerd. Katniss wordt naar een zaal gebracht waar alle overgebleven winnaars van de 75 Hongerspelen zijn, alsook President Coin. Daar komt Coin met een barbaars voorstel wat er met de gevangenen moet gebeuren. Katniss stemt mee in op haar voorstel als ze zelf Snow mag ombrengen met haar boog.
Als de executie plaatsvindt, richt Katniss haar pijl op Snow, maar laat de pijl los als ze op Coin richt. Katniss wordt gevangengenomen, Snow wordt door de toeschouwers vermoord en Coin overlijdt. Later mag ze naar huis waar Peeta (niet meer gehersenspoeld) op haar wacht.

## Rolverdeling
| Acteur                 | Personage                 |
| ---------------------- | ------------------------- |
| Jennifer Lawrence      | Katniss Everdeen          |
| Josh Hutcherson        | Peeta Mellark             |
| Liam Hemsworth         | Gale Hawthorne            |
| Woody Harrelson        | Haymitch Abernathy        |
| Elizabeth Banks        | Effie Prul                |
| Philip Seymour Hoffman | Plutarch Heavensbee       |
| Julianne Moore         | President Alma Coin       |
| Donald Sutherland      | President Coriolanus Snow |
| Willow Shields         | Primrose Everdeen         |
| Paula Malcomson        | Katniss' moeder           |
| Sam Claflin            | Finnick Odair             |
| Stef Dawson            | Annie Cresta              |
| Jeffrey Wright         | Beetee                    |
| Jena Malone            | Johanna Mason             |
| Meta Golding           | Enobaria                  |
| Natalie Dormer         | Cressida                  |
| Gwendoline Christie    | Commandant Lyme           |
| Patina Miller          | Commandant Paylor         |
| Stanley Tucci          | Caesar Flickerman         |
| Mahershala Ali         | Boggs                     |
| Michelle Forbes        | Jackson                   |
| Wes Chatham            | Castor                    |
| Elden Henson           | Pollux                    |
| Nelson Ascencio        | Flavius                   |
| Brooke Bundy           | Octavia                   |
| Robert Knepper         | Antonius                  |

## Muziek
De originele filmmuziek werd gecomponeerd door James Newton Howard. Deze muziek werd ook door Republic Records uitgebracht op een soundtrackalbum.